# Nagykikindai járás
A Nagykikindai járás a történelmi Torontál vármegye egyik járása volt. Székhelye az állandó járási székhelyek kijelölése (1886) óta végig Nagykikinda volt, mely város rendezett tanácsú városként nem volt a járás része. Népessége 1910-es népszámlálás szerint 33 009 fő volt.

## Települései
- Basahíd
- Bocsár
- Magyarpadé
- Máriafölde
- Mokrin
- Nagybikács
- Nákófalva
- Padé
- Szaján
- Teremi
- Tiszahegyes
- Töröktopolya

## Története
A járás területét a trianoni békeszerződés Románia és Jugoszlávia között osztotta el. Romániához csak Máriafölde és Teremi falvak kerültek, a járás túlnyomó része (akárcsak Nagykikinda) a délszláv államhoz került.